# Abdul Jalil Shah IV di Johor
Paduka Sri Sultan 'Abdu'l Jalil IV Ri'ayat Shah Zillu'llah fi al-'Alam bin Dato' Bendahara Sri Maharaja Tun Habib Abdul Majid (... – Kuala Pahang, 21 novembre 1721) è stato sultano di Johor dal 1699 al 1718. Era il figlio maggiore del bendahara Tun Abdul Majid Habib e inizialmente succedette al padre come il 13° bendahara di sultano di Johor nel 1697. Nel 1699, dopo la morte di Mahmud Shah II, Abdul Jalil fu proclamato suo successore.

## L'inizio della dinastia Bendahara
Alla morte di Ibrahim Shah nel febbraio del 1685, suo figlio di dieci anni, Mahmud Shah II, salì al trono e gli affari di stato vennero lasciati al bendahara Tun Abdul Majid Habib. Crescendo, Mahmud Shah appariva sempre più capriccioso e il regno gradualmente cadde in uno stato di caos. Questa instabilità fu esacerbata nel 1697 alla morte di Tun Habib. Anche se il figlio del bendahara, Tun Abdul Jalil, ereditò la sua posizione e mantenne una certa stabilità per qualche tempo il sultanato cadde in uno stato di sconvolgimento nel 1699, quando Mahmud Shah venne assassinato da un capo locale, Megat Seri Rama, la cui moglie incinta venne giustiziata per ordine del sultano. L'assassino agì mentre il sultano rientrava dalla preghiera del venerdì.
L'assassinio di Mahmud Shah segnò la fine del ramo di Johor della stirpe reale di Malacca e generò una profonda crisi per due motivi: in primo luogo, il regicidio era un atto di tradimento, una grave offesa secondo la visione del mondo malese, e in secondo luogo, perché Mahmud Shah non aveva alcun figlio maschio noto.
Per occupare il trono vacante, l'aristocrazia proclamò Tun Abdul Jalil suo successore come sultano a Kota Tinggi il 3 settembre 1699. La sua ascesa al trono, tuttavia, non ricevette il sostegno unanime di tutte le fazioni del regno. Molti misero in discussione la legittimità di questo fatto. Uomo profondamente religioso, Abdul Jalil Shah a poco a poco perse interesse nel governo del suo regno dedicando invece il suo tempo alla fede e alla sua sposa originaria dall'Aceh, Che Nusamah.

## Guerra nel Selangor e ascesa dei bugis
Nel 1715, i bugis, con base a Selangor, saccheggiarono il Kedah. Come signore del Selangor, il governo del Johor rivendicò parte del bottino. Mentre i malesi tradizionalmente assegnavano metà del bottino al loro signore, i bugis consegnarono solamente un decimo delle ricchezze. Cercando di far valere le sue pretese, il Johor attaccò le roccaforti dei bugis a Selangor e nelle isole Lingga. Anche se gli eserciti del sultanato erano numericamente superiori, i bugis respinsero con successo l'attacco. Nel 1717 il Johor ritirò le sue forze dal Selangor.
Il rifiuto dei bugis di piegarsi alle richieste del sultanato manifestano la crescente debolezza dell'impero. Inoltre, le fazioni avverse al sovrano organizzarono rivolte contro il suo regime. Le turbolenze posero le basi per l'ascesa al trono del principe Siak, Raja Kecil.

## Venuta di Raja Kecil
Dopo la sua contestata ascesa al trono, gli insediamenti nel Minangkabau di Rembau, Sungei Ujong e Naning, esistenti dalla metà del XV secolo, iniziarono a sfidare l'autorità del sultanato. Nel 1717 apparve sulla scena Raja Kecil di Siak che sosteneva di essere il figlio nato postumo del defunto Mahmud Shah. Sostenuto dal Minangkabau, fu bene accolto anche da molti soggetti del Johor che speravano nella restaurazione della dinastia di Malacca.
Nel 1718, Raja Kecil apparve sul fiume Riau con le truppe del Minangkabau e riuscì a vincere la flotta reale. Fu poi in grado di catturare la capitale del sultanato, situata nelle isole Lingga e a proclamarsi sultano, adottando l'appellativo di Abdul Jalil Rahmat Shah.

## Morte
Dopo la vittoria delle forze di Raja Kecil, il deposto Abdul Jalil Shah riassunse l'incarico di bendahara del regno e prese residenza a Kota Tinggi. Alla fine del 1718 però si ritirò nel Terengganu e l'anno successivo nel Pahang. In data 11 luglio 1721, elesse Kuala Pahang sua nuova capitale e tentò di recuperare il suo regno con l'appoggio dei nobili di Johor, Pahang e Kelantan.
A questo punto c'erano tre centri di potere nel mondo malese. Raja Kecil a Riau, Abdul Jalil Shah IV sulla costa orientale della penisola malese e i bugis del Selangor e delle isole Lingga. Alla fine a trionfare furono i bugis, in parte perché Raja Kecil danneggiò la sua popolarità facendo assassinare Abdul Jalil Riayat Shah.
Abdul Jalil Riayat Shah IV fu infatti ucciso da un sicario inviato da Raja Kecil mentre era in preghiera a bordo della sua nave ancorata a Kuala Pahang il 21 novembre 1721. L'ex sultano fu sepolto nel locale cimitero reale.
Raja Kecil ammise la sconfitta nel 1722 e i bugis proclamarono sultano Raja Sulaiman, sesto figlio di Abdul Jalil Shah IV.